# Untere Halbinsel
Die Untere Halbinsel (englisch Lower Peninsula (of Michigan)) ist die südlichere der beiden Hauptlandmassen, die zusammen den US-Bundesstaat Michigan bilden. Sie wird häufig auch als the L.P. (Abkürzung des englischen Begriffs Lower Peninsula) oder auch als Untermichigan (englisch Lower Michigan) bezeichnet. Das Gebiet wird begrenzt durch den Michigansee im Westen, den Huronsee im Norden und Nordosten sowie St. Clair River, Lake St. Clair, Detroit River und Eriesee im Südosten.
Die Untere Halbinsel hat etwa zwei Drittel der Landfläche von Michigan, aber 97 Prozent der Gesamtbevölkerung. 
Der Umriss der Halbinsel erinnert an einen Fäustling, wobei die Region östlich der Saginaw Bay als The Thumb den „Daumen“ darstellt.
Die Untere Halbinsel wird aufgrund geografischer und ökonomischer Aspekte üblicherweise in 4 Regionen aufgeteilt. Der nördliche Teil ist ähnlich der Oberen Halbinsel bevölkerungsarm und
waldreich. Nach Süden hin nimmt die landwirtschaftliche Nutzung zu. Im Südosten befindet sich der Ballungsraum Detroit und ein Großteil der Industrie.